# 사천세계타악축제
사천세계타악축제는 경상남도 사천시에서 개최하는 축전이다.